# Boeung Kak
Pour les articles homonymes, voir Kak.
Le Boeung Kak était un étang situé au nord de la gare de Phnom-Penh. C'était le reste d'un ancien bras du Mékong.

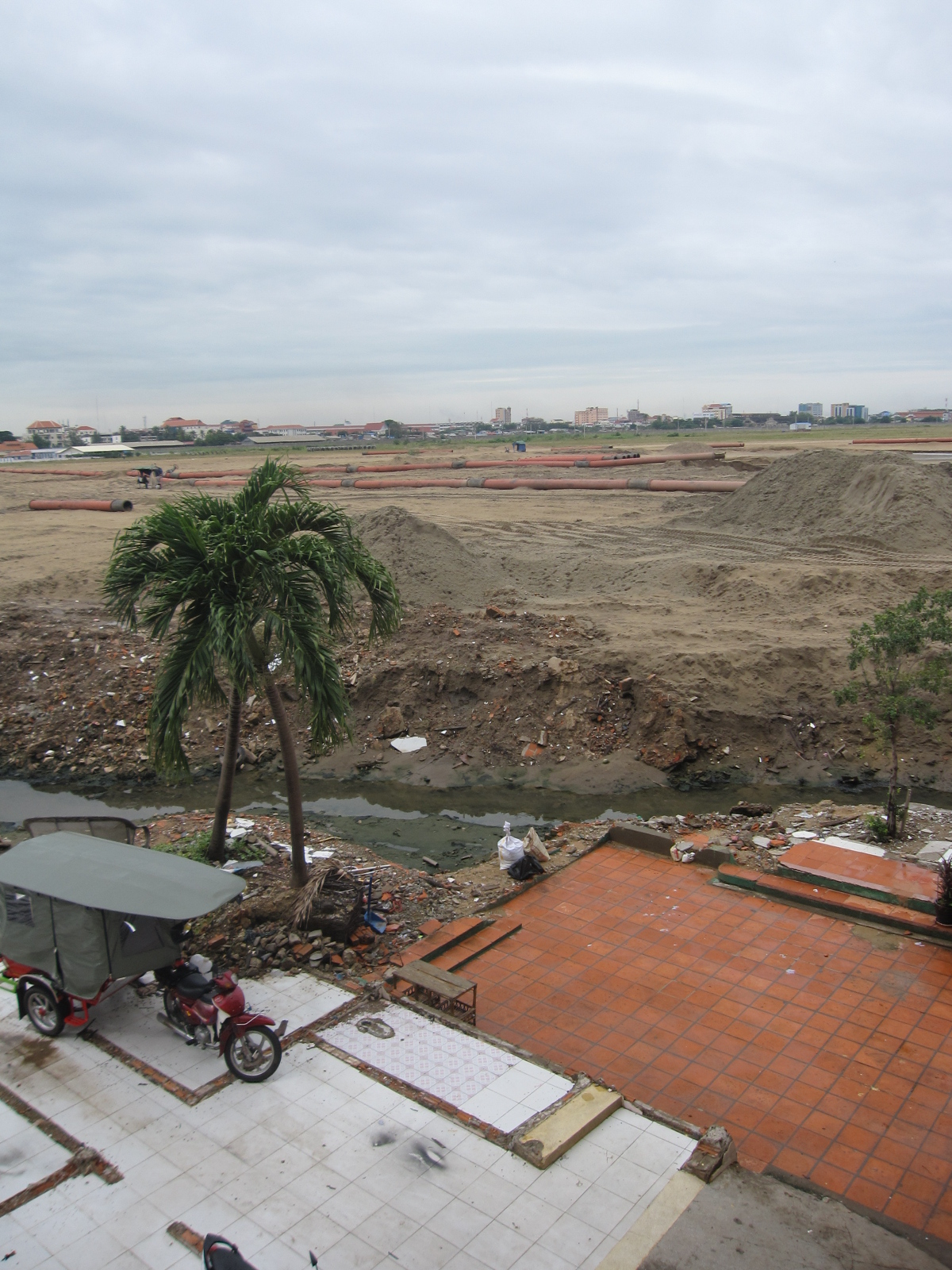
Lieux où se trouvait le lac en octobre 2011. Au premier-plan, une guesthouse (maison d'hôtes) qui a été rasée

Les pêcheurs locaux y ramassaient des liserons d'eau.
Il était peu profond et contenait une grande quantité de déchets provenant des maisons environnantes ; malgré cela de beaux poissons survivaient. La rive ouest était un endroit prisé des touristes, car elle accueillait de nombreuses guest houses et hôtels bon marché ayant souvent une jetée où on pouvait apprécier un peu de fraîcheur.

## Histoire
Un projet immobilier destiné à faire construire des hôtels et résidences de luxe, a été adopté en 2007. Il a eu pour conséquence dans un premier temps de réduire la superficie du lac de 90 à 10 hectares et d'expulser un grand nombre de riverains. De nombreuses habitations ont été détruites par les autorités locales lors des heurts. Les travaux d'assèchement ont commencé en 2008 ; les parties sud et centrale ont été comblées. La zone restée en eau avait alors la forme d'une banane ; c'est ainsi qu'elle apparaissait sur les cartes de la ville en 2010.
Les terrains ainsi créés ont été alloués, en vue d'une opération immobilière d'envergure, pour 99 ans à un consortium composé de deux compagnies chinoises et de la société Shukaku, proche de Lao Meng Khin, un tycoon sénateur du Parti du peuple cambodgien au pouvoir.
Les expulsions ont provoqué des manifestations, notamment de femmes comme Yorm Bopha, qui ont été brutalement réprimées et ont mené à des condamnations pour occupation illégale de terrain et rébellion aggravée.
La mosquée Al-Serkal et le quartier des maisons d'hôtes (guesthouses) prisé des routards se trouvaient encore sur les rives.
En 2012, l'assèchement est total. Il ne reste plus rien de l'étang.